# 金炳基 (1961年)
金炳基（：／ Kim Byung-kee，1961年7月10日—），大韓民國自由派政治人物，第20至22屆國會議員。现任共同民主党院内代表，曾任党代表权限代行。

## 生涯
2020年金正恩神隱期間，金炳基表示金正恩並未做心血管手術，僅僅是為了躲避新冠肺炎。